# Лесичово
Лесичово (болг. Лесичово) — село в Болгарии. Находится в Пазарджикской области. Население составляет 906 человек.
С 1983 года село — административный центр общины Лесичово.

## Политическая ситуация
Лесичово подчиняется непосредственно общине и не имеет своего кметства. Кмет (мэр) общины Лесичово — Иван Ангелов Стоев (коалиция в составе 2 партий: Граждане за европейское развитие Болгарии (ГЕРБ), Союз демократических сил (СДС)) по результатам выборов в правление общины 2007 года.

## Галерея

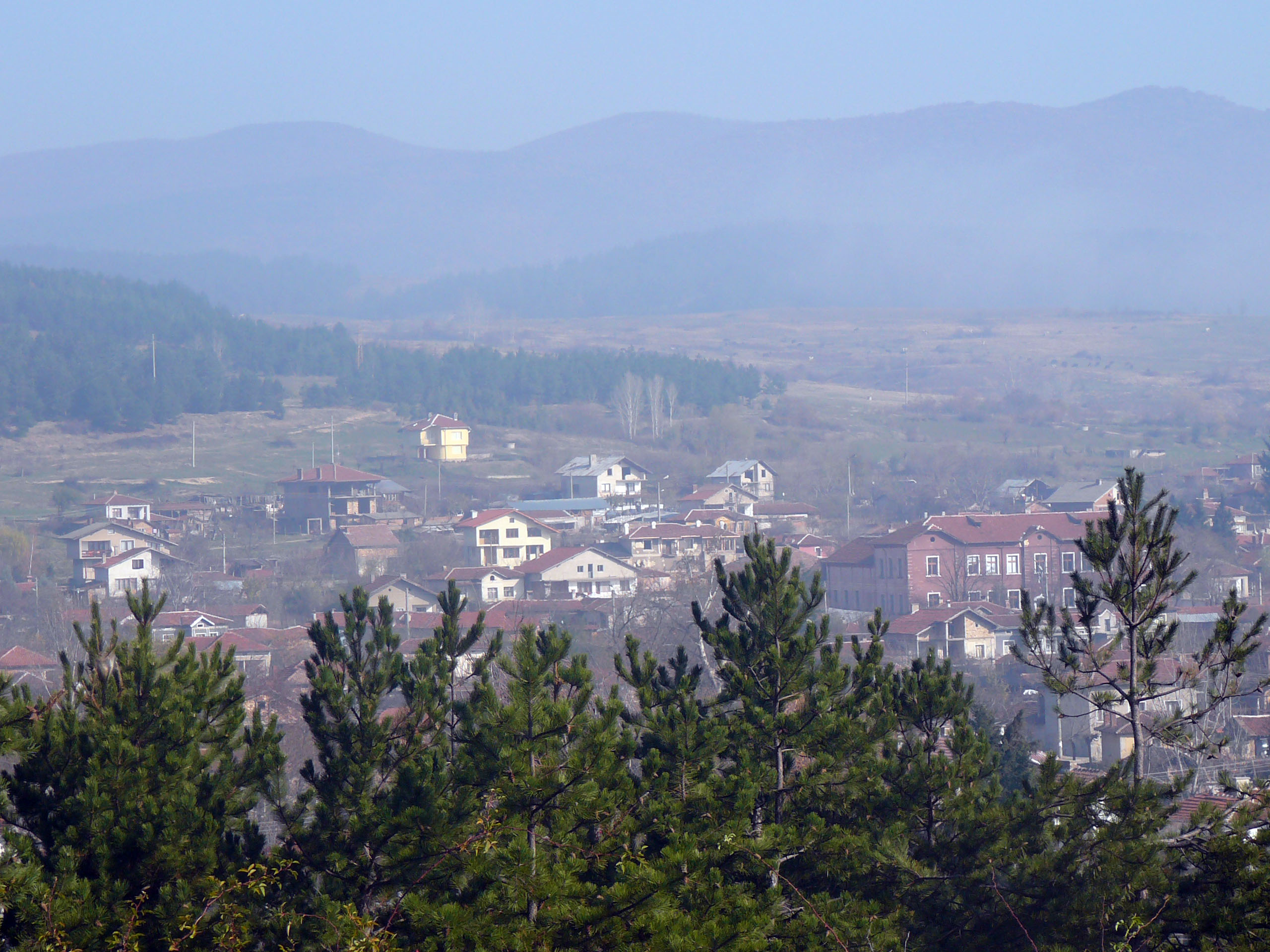
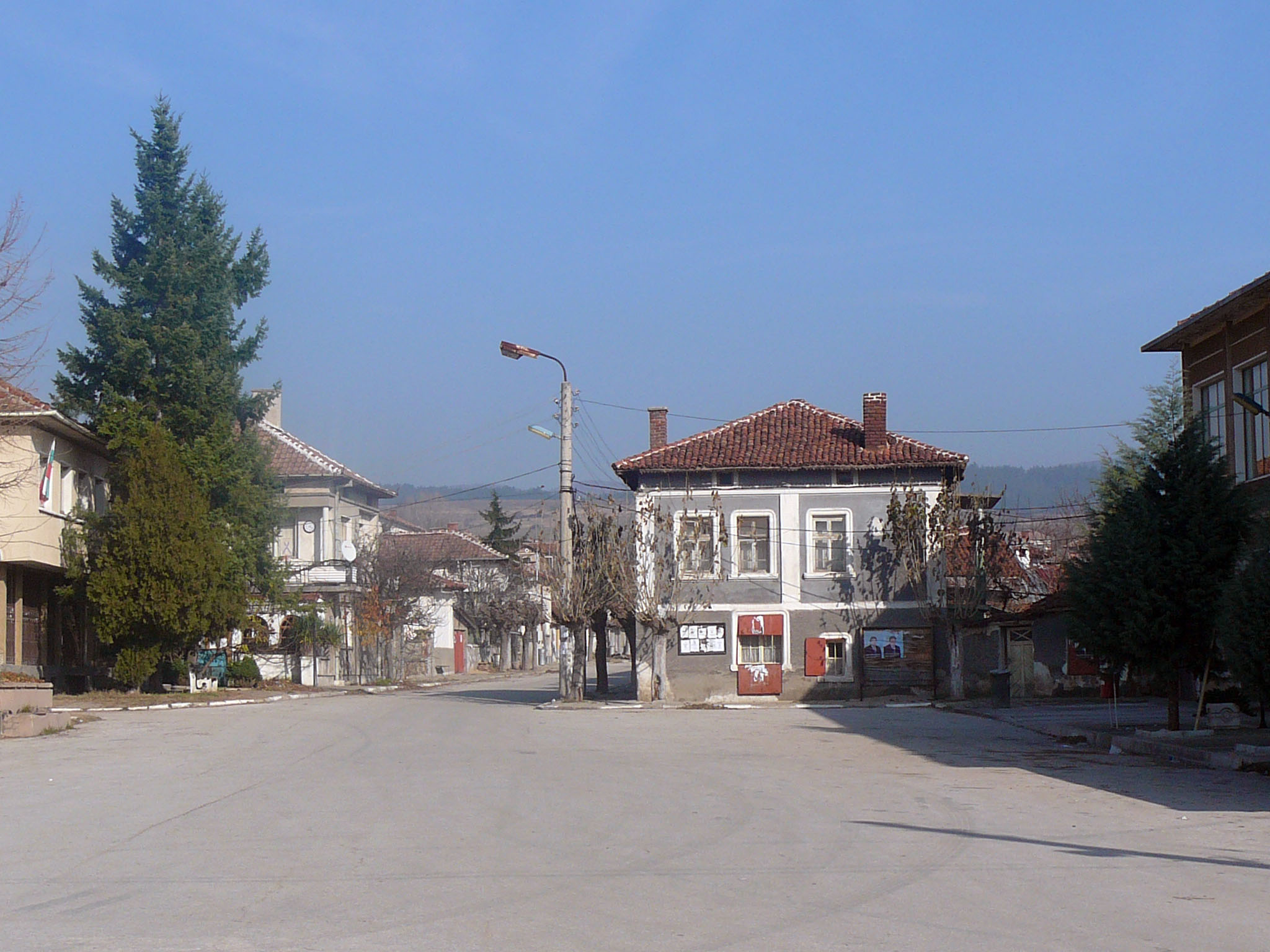
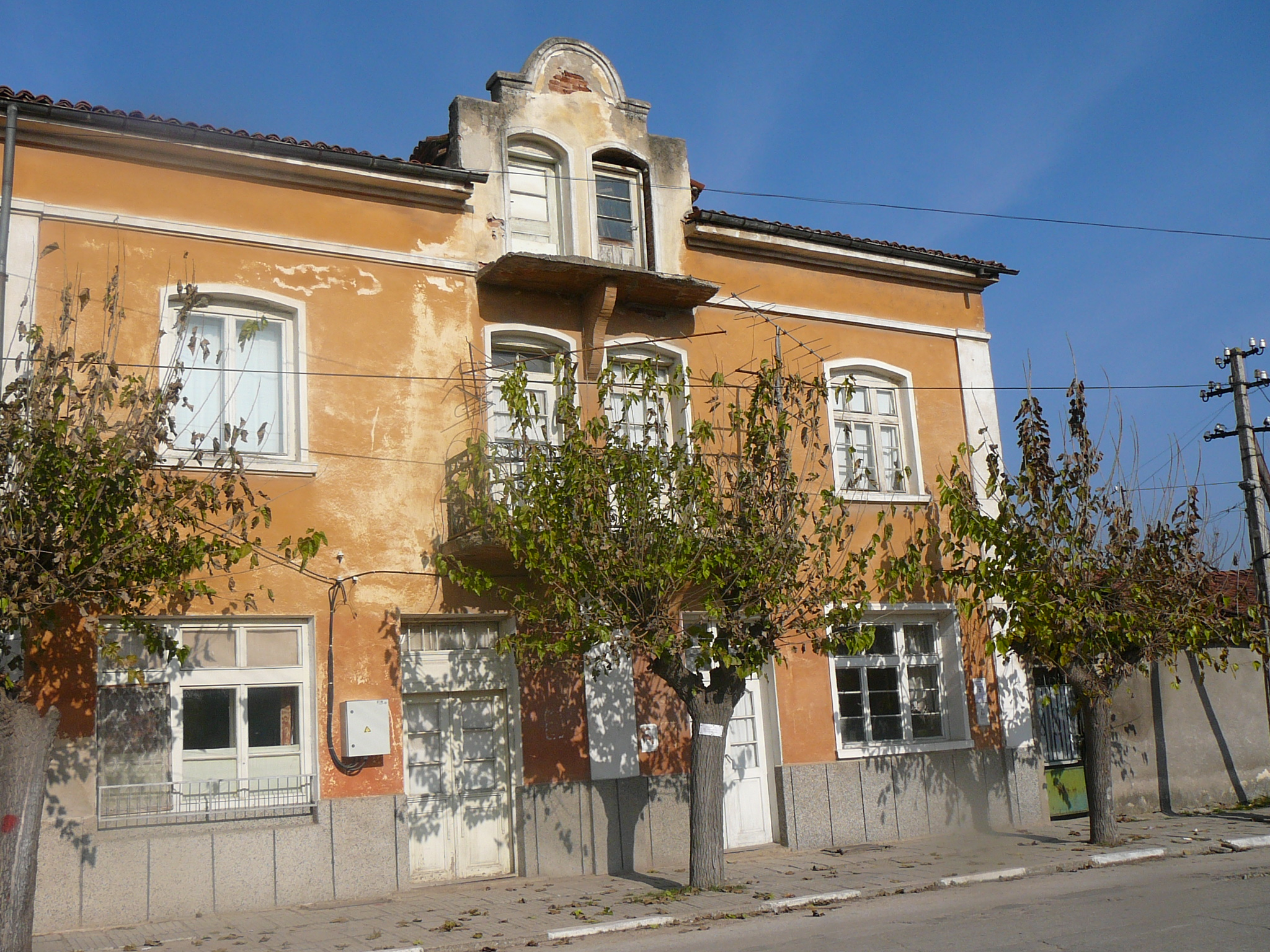
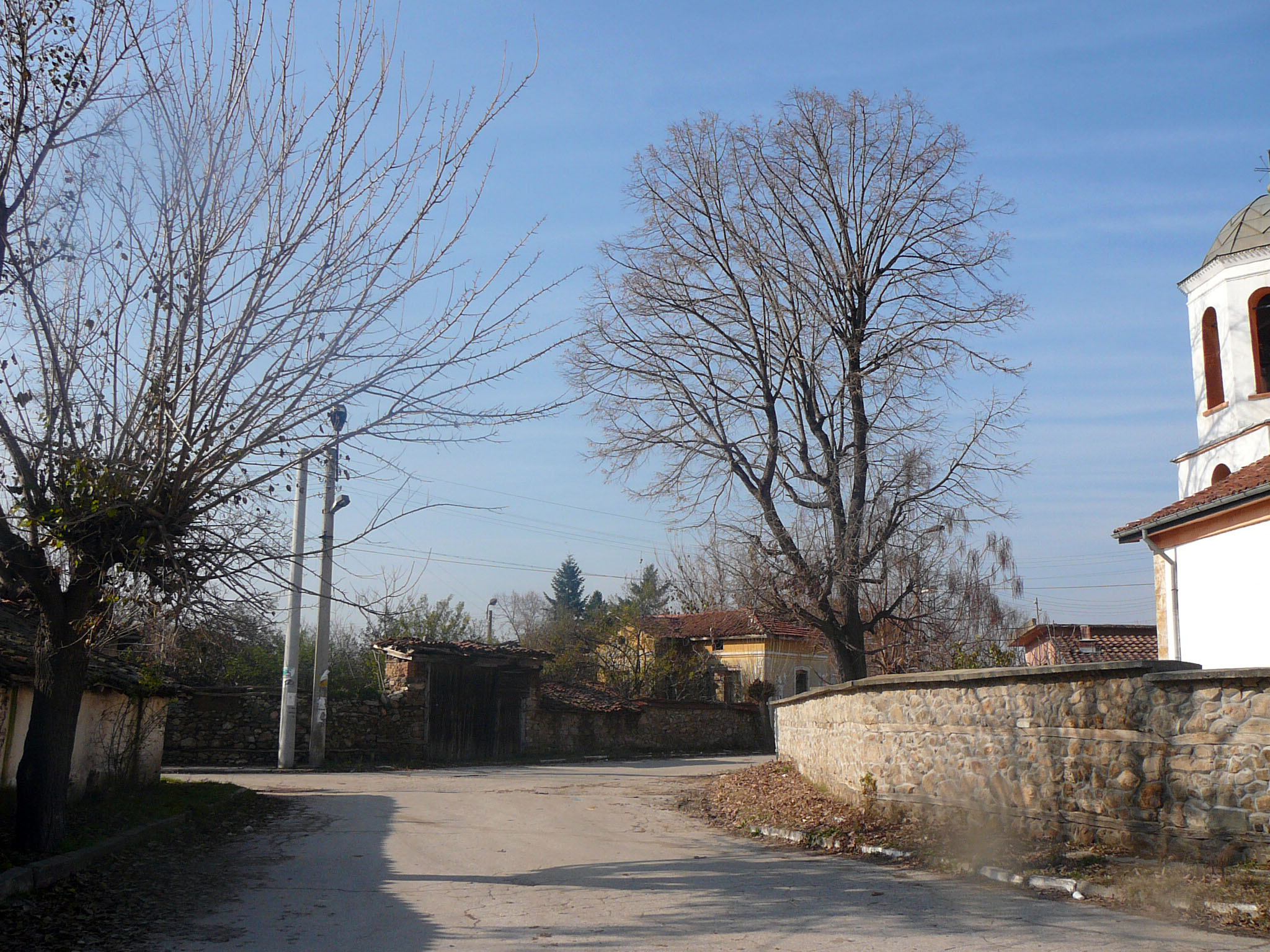
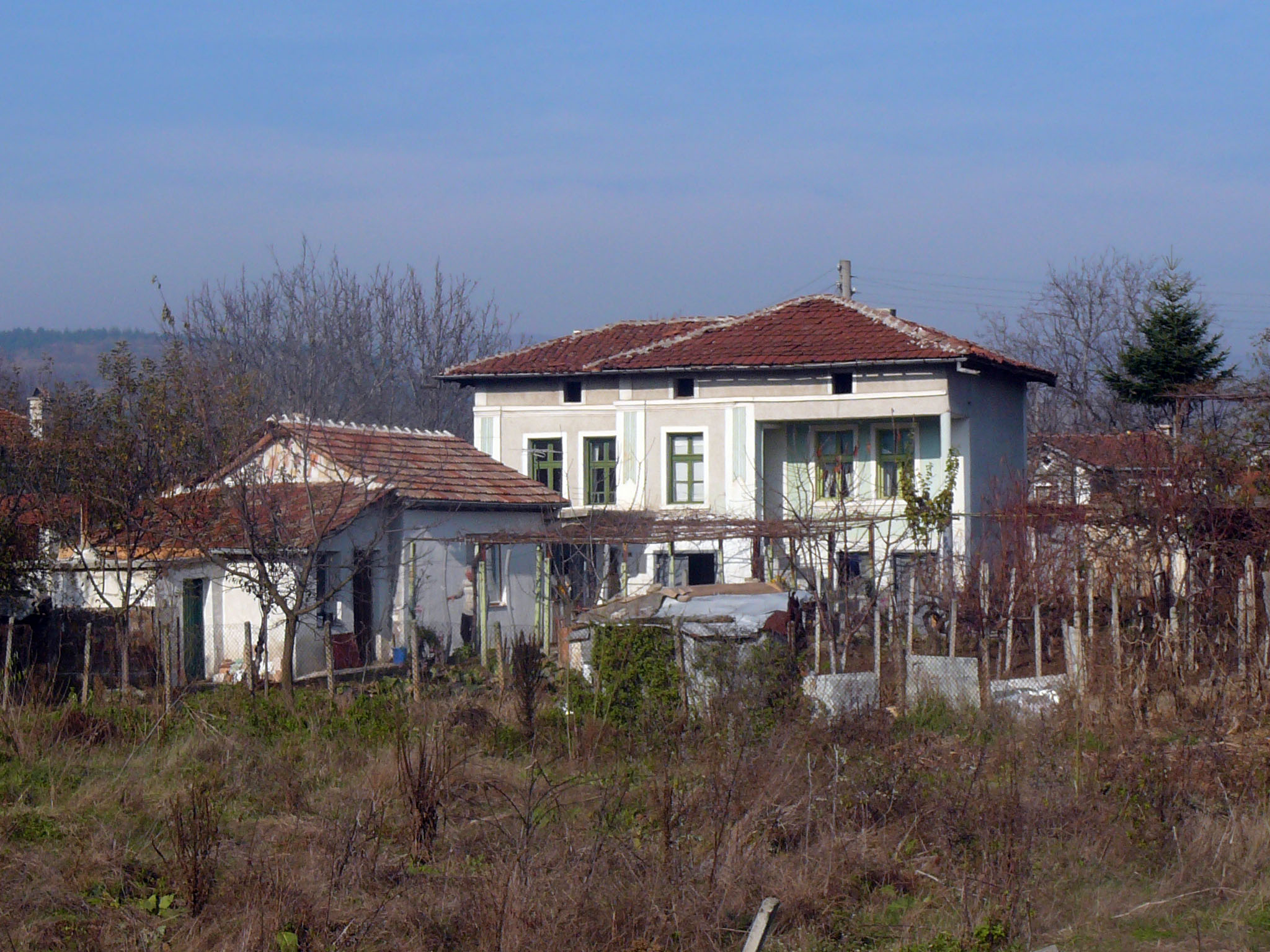
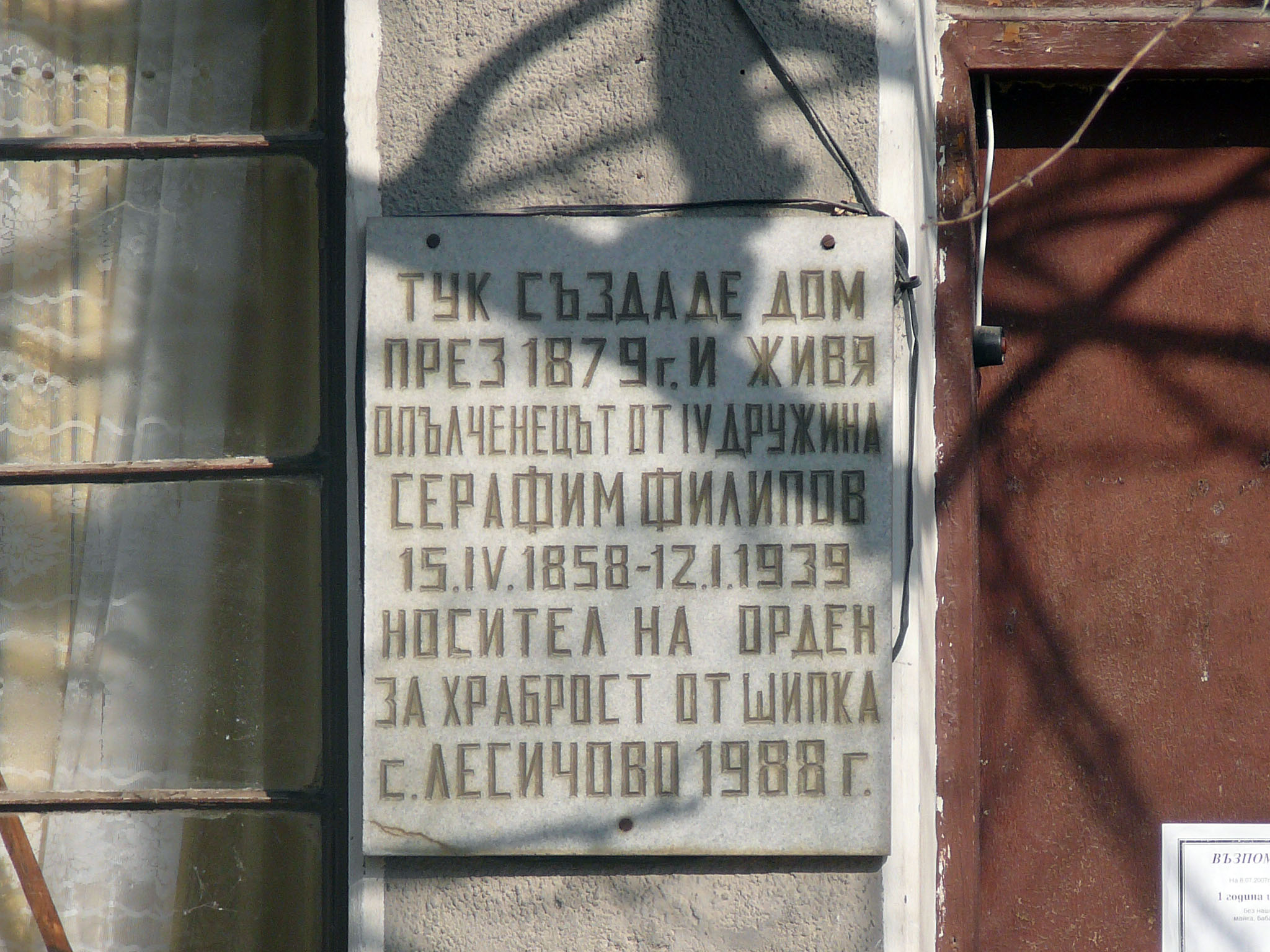
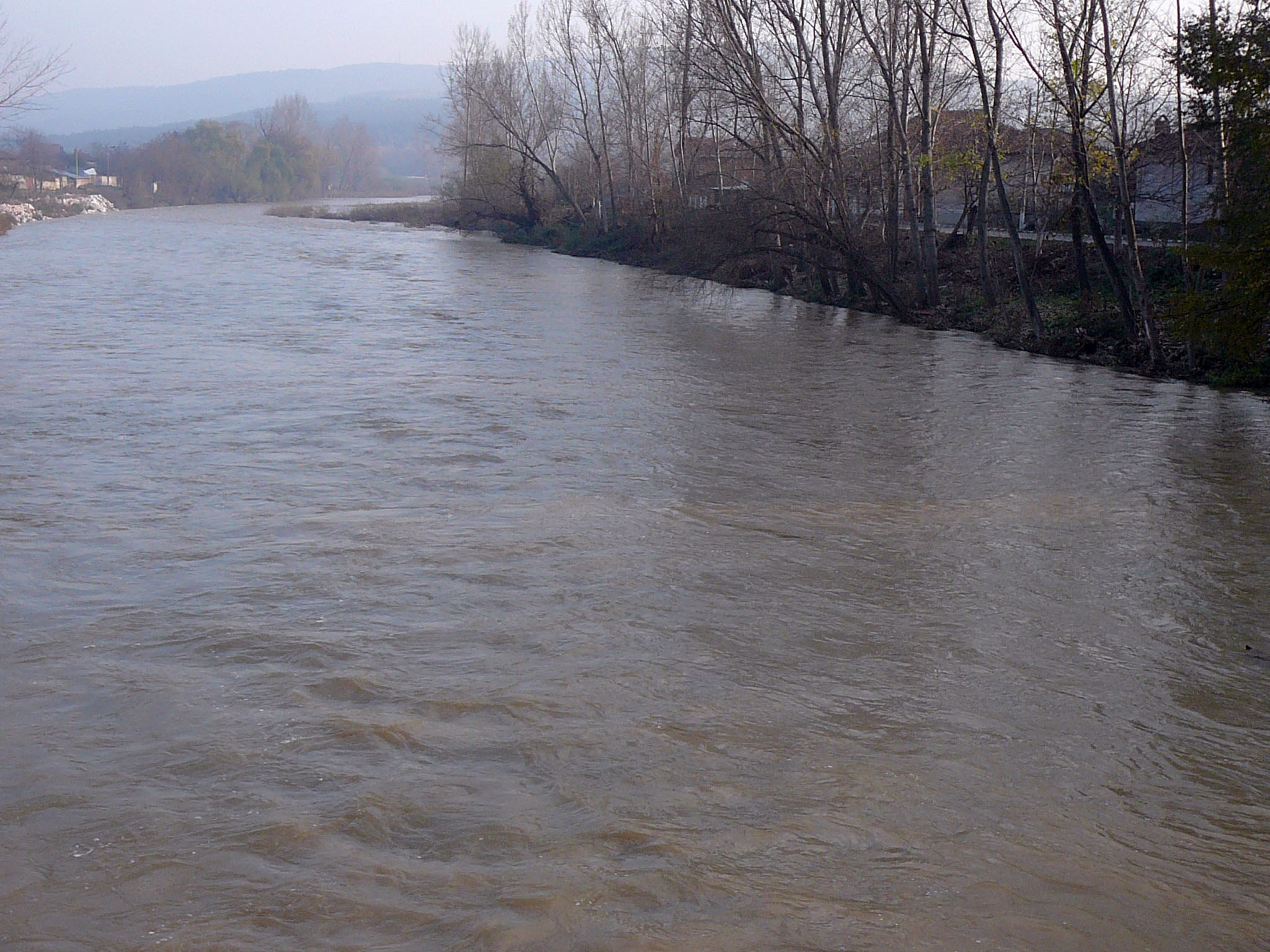